# Army Aircrew Combat Uniform

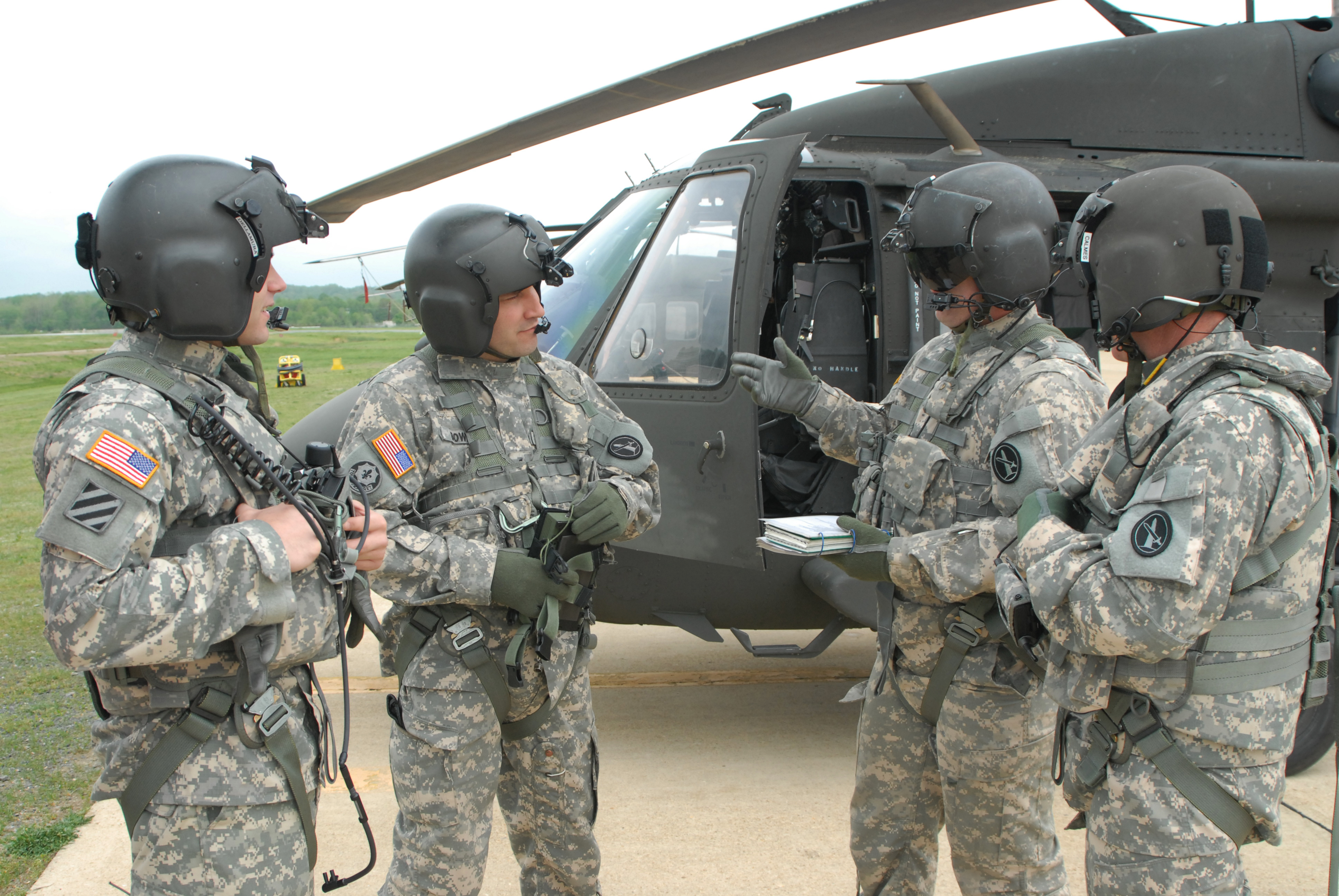
Żołnierze amerykańscy w umundurowaniu A2CU

Army Aircrew Combat Uniform (A2CU) – specjalistyczne umundurowanie polowe przeznaczone dla załóg latających US Army. Wykonane z materiałów trudnopalnych.
Army Aircrew Combat Uniform jest umundurowaniem całorocznym. Przeznaczone jest dla lotników US Army. Umundurowanie A2CU składa się z dwóch elementów: bluzy oraz spodni. Krój umundurowania podobny jest do kroju Army Combat Uniform.
Bluza zapinana jest na zamek błyskawiczny, posiada stójkę chroniącą szyję. Na rękawach umieszczono kieszenie obszyte rzepem (zamykane na zamek). Do tego rzepa przypina się wszelakie naszywki identyfikacyjne (jak w ACU). Ponadto z przodu umieszczono dwie, skośne kieszenie takie same jak w ACU, zamykane jednak na zamek. Bluza w tali posiada regulację obwodu na rzepa.
Spodnie posiadają aż 9 kieszeni. Rozporek zapinany jest na zamek błyskawiczny, w pasie umieszczono regulatory.
Całość wykonana jest z tkaniny trudnopalnej w kamuflażu UCP (skład materiału: 92% Nomex, 5% Kevlar i 3% P140). Do umundurowania A2CU nosi się obuwie Army Combat Boots.